# Задача Гурса
Зада́ча Гурса́ — это разновидность краевой задачи для гиперболических уравнений и систем 2-го порядка с двумя независимыми переменными по данным на двух выходящих из одной точки характеристических кривых.

## Историческая справка
Задача названа в честь математика Э. Гурса. В его широко известном «Курсе математического анализа» этой задаче посвящён отдельный параграф.

## Постановка задачи
Пусть в области {\displaystyle \Omega } задано гиперболическое уравнение {\displaystyle u_{xy}=F(x,\,y,\,u,\,u_{x},\,u_{y})} и краевое условие. Задача: найти регулярное в области {\displaystyle \Omega } и непрерывное в замыкании {\displaystyle {\bar {\Omega }}} решение по краевому условию.
В «Математической энциклопедии» краевое условие формулируется следующим образом:
{\displaystyle u(0,\,t)=\varphi (t),\;u(t,\,1)=\psi (t),\;\varphi (1)=\psi (0)}, где {\displaystyle \varphi } и {\displaystyle \psi } — заданные непрерывно дифференцируемые функции.
В учебнике Тихонова, Самарского оно формулируется немного по-другому:
{\displaystyle u(x,\,0)=\varphi _{1}(x),\;u(0,\,y)=\varphi _{2}(y)}, где {\displaystyle \varphi _{1}} и {\displaystyle \varphi _{2}} удовлетворяют условиям сопряжения и дифференцируемости.
Нетрудно видеть, что это задача с данными на характеристиках уравнения. 
Эта задача примечательна тем, что для задания решения достаточно только две функции (ср. с начально-краевой задачей).
В «Курсе» Гурса говорится о более общем случае.
{\displaystyle u(x,\,\pi (x))=\varphi (x),\;u(\chi (y),\,y)=\psi (y)}

## Решение

### Существование решения
Если функция {\displaystyle F} непрерывна для всех {\displaystyle (x,\,y)\in {\bar {\Omega }}} и для любых {\displaystyle u,\;p=u_{x},\;q=u_{y}} допускает производные {\displaystyle F_{u},\;F_{p},\;F_{q}}, которые по абсолютной величине меньше некоторого числа, то в области {\displaystyle {\bar {\Omega }}} существует единственное и устойчивое решение.

### Метод Римана
Рассматривается линейный случай. Исходное уравнение принимает вид {\displaystyle Lu\equiv u_{xy}+au_{x}+bu_{y}+cu=f}.
Вводится функция Римана {\displaystyle R(x,\,y;\;\xi ,\,\eta )}, которая однозначно определяется как решение уравнения
{\displaystyle R_{xy}-(aR)_{x}-(bR)_{y}+cR=0},
удовлетворяющее условиям 
{\displaystyle R(\xi ,\,y;\;\xi ,\,\eta )=\exp \int \limits _{\eta }^{y}a(\xi ,\,t)dt}
{\displaystyle R(x,\,\eta ;\;\xi ,\eta )=\exp \int \limits _{\xi }^{x}b(t,\,\eta )dt}
где {\displaystyle (\xi ,\,\eta )\in \Omega } — произвольная точка.
Решение задачи Гурса в линейном случае в «Энциклопедии» дается при {\displaystyle \varphi =\psi \equiv 0}
{\displaystyle u(x,\,y)=\int \limits _{0}^{x}d\xi \int \limits _{1}^{y}R(\xi ,\,\eta ;\;x,\,y)f(x,y)d\eta }

### Метод последовательных приближений
Рассматривается два случая
1. {\displaystyle F(x,\,y,\,u,\,u_{x},\,u_{y})=f(x,\,y)}

Последовательно интегрируя исходное уравнение получаем аналитическую формулу
{\displaystyle u(x,\,y)=\varphi _{1}(x)+\varphi _{2}(y)-\varphi _{1}(0)+\int \limits _{0}^{y}\int \limits _{0}^{x}f(\xi ,\,\eta )d\xi d\eta }
Из этой формулы следует существование и единственность решения данной задачи.
1. {\displaystyle F(x,\,y,\,u,\,u_{x},\,u_{y})=au_{x}+bu_{y}+cu+f}

Исходное уравнение преобразуется к интегро-дифференциальному уравнению
{\displaystyle u(x,\,y)=\int \limits _{0}^{y}\int \limits _{0}^{x}\left[au_{\xi }+bu_{\eta }+cu\right]d\xi d\eta +\varphi _{1}(x)+\varphi _{2}(y)-\varphi _{1}(0)+\int \limits _{0}^{y}\int \limits _{0}^{x}f(\xi ,\,\eta )d\xi d\eta }
Это уравнение решается методом последовательных приближений. Нулевое приближение {\displaystyle u_{0}(x,\,y)=0} подставляется в интегро-дифференциальное уравнение. Результат принимается в качестве первого приближения, которое в свою очередь подставляется в интегро-дифференциальное уравнение и т. д. Таким образом получается бесконечная последовательность {\displaystyle \left\{u_{n}(x,\,y)\right\}}. Далее доказывается сходимость данной последовательности и находится её предел {\displaystyle u(x,\,y)=\lim _{n\to \infty }u_{n}(x,\,y)}. Этот предел и есть решение задачи.